# Bedřich Abeles
Benjamin Bedřich Abeles (23. června 1925 Vídeň – 14. prosince 2020 Leicester) byl americký fyzik, jehož výzkum germanium-křemíkových slitin v 60. letech 20. století ve Spojených státech vedl k vývoji technologie, používané jako zdroj elektřiny pro kosmické sondy programu Voyager. Vyrůstal v Rakousku a v Československu. V jednom z transportů „Wintonových dětí“ se dostal do Velké Británie. Po druhé světové válce se vzdělával v Československu a v Izraeli, kde získal doktorát z fyziky. Poté žil a pracoval jako výzkumný fyzik ve Spojených státech až do odchodu na odpočinek v roce 1995. Za své zásluhy o vědu obdržel Stuart Ballantinovu medaili a v roce 1991 byl uveden do Síně slávy vynálezců v New Jersey.

## Mládí a vzdělání
Narodil se roku 1925 ve Vídni, od roku 1934 žil v Československu. V červenci 1939, ve věku 14 let, byl jako jedno z několika set židovských dětí převezen z Prahy do Londýna zásluhou humanitárního úsilí Nicholase Wintona, díky němuž tyto děti přežily holocaust.
V 15 letech pracoval jako číšník a korespondenčně studoval angličtinu, matematiku, fyziku a chemii. V 18 letech sloužil jako pozemní mechanik u 311. bombardovací perutě britského letectva (RAF). Po válce se vrátil do Československa a studoval na Univerzitě Karlově a na Českém vysokém učení technickém v Praze. V roce 1949 odjel do Izraele, kde v Jeruzalémě získal doktorát fyziky. Jeho dizertační práce, kterou publikoval v roce 1955, nesla název „Galvanomagnetické efekty v bismutu a slitinách Bi-Sn.“

## Vědecká kariéra
Po získání doktorátu (PhD) pracoval Abeles v Izraeli na výzkumu germaniové elektroniky. Poté odešel do Spojených států pracovat na Princetonské univerzitě při výzkumu pro Radio Corporation of America. Během své kariéry pracoval ve výzkumném centru David Sarnoff Research Center a poté v Exxon Research and Engineering v Annandale ve státě New Jersey. Žil se svou rodinou v Princetonu a do výzkumného střediska Exxonu dojížděl. V 60. letech pracoval s Georgem D. Codym na vývoji germanium-křemíkových slitin, které byly použity ve vývoji radioizotopových termoelektrických generátorů, sloužících k pohonu kosmických raket a satelitů v meziplanetárních letech při výzkumu vesmíru. Jako profesor také učil na University of Texas.

## Ocenění a pozdější život
Benjamin Bedřich Abeles a George D. Cody získali za svou práci v roce 1979 Stuart Ballantinovu medaili za inženýrství od Franklinova institutu, a byli v roce 1991 uvedeni do Síně slávy vynálezců v New Jersey. V roce 1990 bylo při příležitosti 65. Abelesových narozenin uspořádáno na jeho počest sympózium „Fyzikální jevy v granulárních materiálech.“ V roce 1995 odešel Abeles na odpočinek. Žil poté ve Velké Británii, cestoval po Evropě a vracel se i do Spojených států, kde žijí jeho děti a vnoučata. Živě se zajímal o nová témata, která studoval na Univerzitě třetího věku. V závěru svého života byl posledním československým válečným veteránem z druhé světové války, žijícím ve Spojeném království. Zemřel ve věku 95 let dne 14. prosince 2020 v Leicesteru v Anglii.